# Rutelini
Rutelini — триба хлебных жуков и хрущиков из семейства пластинчатоусых, распространённые в основном в Северной и Южной Америках, а также в Южной Азии. Некоторые виды отличаются очень красивым обликом с ярким металлическим блеском покровов тела. Триба включает около 14 родов и не менее 40 описанных видов.

## Роды
- Calomacraspis Bates, 1888
- Chrysina Kirby, 1828
- Cotalpa Burmeister, 1844
- Ectinoplectron Ohaus, 1915
- Homoiosternus Ohaus, 1901
- Parabyrsopolis Ohaus, 1915
- Parachrysina Bates, 1888
- Paracotalpa Ohaus, 1915
- Parastasia Westwood, 1842
- Pelidnota MacLeay, 1819
- Plesiosternus Morón, 1983
- Pseudocotalpa Hardy, 1971
- Rutela Latreille, 1802
- Rutelisca Bates, 1888